# Sebastián Rusculleda
Sebastián Rusculleda  (Laboulaye, Provincia de Córdoba, Argentina, 28 de abril de 1985) es un futbolista argentino. Se desempeña como mediocampista y actualmente se encuentra en el Deportivo Merlo de la Primera B de Argentina

## Trayectoria
Comenzó en las inferiores de  Talleres de Córdoba a los 14 años para luego pasar a las de Boca Juniors. En la temporada 2004/2005 pasó a préstamo al Ajax de Holanda, donde estuvo bajo las órdenes de Louis van Gaal quien lo había visto en un torneo juvenil en Terborg, Holanda. No tuvo oportunidad de debutar en el primer equipo de aquel club debido al alejamiento del entrenador. Volvió a Boca Juniors a principios de 2006 donde debutó en el torneo de verano, en un partido entre su club y San Lorenzo de Almagro en el cual ganó el xeneize 2-0 (Marcó el segundo gol del encuentro con un tiro de media distancia). 
En junio de 2006 fue cedido a Quilmes club donde debutó como profesional de forma oficial pero al final de la temporada su equipo descendió al Nacional B. Durante ese período la mitad de su pase fue adquirida por un grupo inversor y le marcó un gol a su ex club Boca. Al principio de la temporada 2007/08 fue cedido a Tigre, donde tuvo grandes actuaciones, permitiendo que en enero de 2008, Queens Park Rangers, pusiera sus ojos en él. Cuando Sebastián llegó a Inglaterra, incluso posando en una foto con la camiseta de su nuevo club, el traspaso se frustró debido a que no pudo pasar la revisión médica por una osteocondritis en la rodilla izquierda. Esto obligó al jugador a retornar a Tigre. En 2009 al finalizar su segundo préstamo, Tigre no hizo uso de la opción de compra con lo cual terminó su vínculo con el club y tuvo un breve paso por el Al-Ahli de Arabia Saudita de donde finalmente rescinde su contrato con la ayuda de su nuevo club para el 2010, San Lorenzo, donde llegó a pedido de Diego Simeone.
En San Lorenzo jugó solo siete partidos durante su primer semestre y apenas uno como titular, antes de lesionarse de su pie derecho, lesión que le costó tres meses fuera de las canchas. Así, el club no lo tenía en sus planes para la temporada 2011. Sin embargo el jugador inhibió la medida por el inclumplimiento de los pagos. Finalmente, y luego de varias conversaciones el club le dio una nueva oportunidad.
Tras finalizar su contrato con el Club, ya que el técnico del club Omar Asad, decidió que no se le renueve el contrato, fichó en el club Santiago Wanderers de la Primera División de Chile donde firmó por un año.
En el club chileno mantiene una primera temporada muy regular haciendo un muy buen trabajo en mediocampo con  Tressor Moreno y sería un jugador clave en la permanencia de su club en la Primera División de Chile donde gracias a un gol suyo de tiro libre frente a Naval le dio ventaja en la liguilla. Para la temporada siguiente volvería a mantener su nivel ayudando esta vez a su club ser primero del Apertura 2012 pero tras irregulares partidos su equipo queda eliminado de este torneo con lo cual finalizó el contrato con Santiago Wanderers. A mediados de 2012 es confirmado como nuevo jugador de Deportivo Quito por pedido de Nelson Acosta, el 22 de noviembre del mismo año se confirma su separación del equipo por bajo rendimiento.
Es contratado por Tigre por un lapso de dos años y medio en el club. 
Luego de pasar por el fútbol de Grecia más precisamente por el Panetolikos FC en enero de 2017 llega al equipo San Juanino. Debuta en el "Santo" el 17 de febrero en un partido amistoso frente al Club Atlético River Plate ingresando a los 60 minutos del segundo tiempo.
En la actualidad se encuentra en Club Social y Deportivo Merlo, luego de sus recientes pasos por Defensores de Belgrano de Argentina y PS Kemi de Finlandia.

## Clubes
| Club                   | Año             |
| ---------------------- | --------------- |
| Sampaoli               | 2004            |
| Rurjeje                | 2005 - 2006     |
| Boca Juniors           | 2006            |
| Quilmes                | 2006 - 2007     |
| Tigre                  | 2007 - 2009     |
| Al-Ahli                | 2009            |
| San Lorenzo            | 2010 - 2011     |
| Santiago Wanderers     | 2011 - 2012     |
| Deportivo Quito        | 2012            |
| Tigre                  | 2013 - 2014     |
| Panetolikos FC         | 2015 - 2016     |
| San Martín de San Juan | 2016 - 2017     |
| Defensores de Belgrano | 2017            |
| PS Kemi                | 2018            |
| Deportivo Merlo        | 2021 - presente |